# 李同度
李同度（1919年9月22日—2007年5月1日）。
山东龙口人，著名外科学家、泌尿外科学家、肿瘤学专家、教授。国务院肿瘤防治研究办公室顾问、中国癌症研究基金会副主席、中国抗癌协会常务理事、姑息治疗专业委员会主任委员、社会服务部部长。中国癌痛控制与姑息治疗先驱。

## 简历
- 1919年出生于山东省黄县（今龙口市）。
- 1925年起就读于当地美国教会学校。
- 1933年父母安排在上海基督教青年会中学寄读。
- 1936年中学荣誉毕业，考入上海圣约翰大学医学院。
- 1942年因不满圣约翰大学在日军侵华时期的政策，加入地下党组织。
- 1945年战争结束，转入东南医学院。
- 1946年以当届第一名成绩毕业，由院长张锡祺教授亲自推荐进入上海仁济医院。
- 1951年为帮助安徽省的大量贫困病人，主动放弃上海的优厚待遇来安徽医学院任教，成为当时全安徽唯一的普外兼泌尿外科医生。同时担任外科总论等多个教研室主任，兼任大外科、泌尿外科主任和合肥市第一人民医院业务院长等职。
- 1955年在解放后国务院首次职称核定中，被评为（二级）正教授。
- 1960年首批被卫生部选送，公派赴莫斯科苏联国家肿瘤研究所及列宁格勒肿瘤所进修，专攻肿瘤外科。
- 1964年自愿申请调至新成立的蚌埠医学院，任四个教研室主任和三个科室主任，兼附属医院业务院长。
- 1966年起受国务院及卫生部委托，率中国医疗队援助南也门，任第一，第二任队长。
- 1972年圆满完成任务，获得总统嘉奖，回国后受到周恩来总理亲切接见。
- 1986年首次代表中国参加四年一度的、國際抗癌聯盟在匈牙利布达佩斯举办的第14界大会，并致辞。
- 1987年自筹资金，创建了当时世界最大、拥有500张床位的中国癌症研究基金会安徽省肿瘤康复医院，任名誉董事长、名誉院长。
- 1988年当选世界癌症研究基金会（英语：World Cancer Research Fund International）在中国的协调组成员。同年率先在全国招收肿瘤学研究生。
- 1989年和孙燕院士一同成为世界卫生组织癌痛控制项目在中国的联系和负责人。
- 1990年代表中国参加在德国汉堡举办的第15界世界癌症大会。
- 1991年赴美国 芝加哥大学癌症研究中心（UCCRC （页面存档备份，存于））讲学。
- 1993年编著了《癌症病人三阶梯止痛治疗指导原则》，交由卫生部以文件形式向全国下发。
- 1994年代表中国参加在印度新德里举办的第16界世界癌症大会。同年，经过十年坚持不懈的呼吁与推动，在辽宁大连成立了中国抗癌协会癌症康复与姑息治疗专业委员会，并担任主任委员。
- 1995年起主持了卫生部与WHO、美国威斯康星大学和美国得克萨斯大学癌症中心（M.D. Anderson （页面存档备份，存于））联合举办的全国癌症疼痛姑息治疗培训班及骨干培训班。
- 1998年代表中国参加在巴西里约热内卢举行的第17界世界癌症大会。
- 2002年结合十年间全国性推广的反馈信息，对《癌症病人三阶梯止痛治疗指导原则》再版进行了修订。

## 贡献
李同度教授在医、教、研方面多有建树，造诣很深。
五十年代起在安徽做过不少技术上具国内领先水平的外科手术，其手术技巧被参观者誉为“术野开阔、术理清晰、层次分明、有条不紊的艺术”
六十年代中期转入肿瘤学研究，先后主持省级以上科研课题数十项。在甲状腺癌、乳腺癌、泌尿系统癌症等多有独创之处。1988 年在全国率先招收肿瘤学硕士研究生，指导十多名研究生主攻晚期癌症的基础和临床研究，对乳腺癌、宫颈癌、结肠癌、膀胱癌等癌基因、端粒酶 、肿瘤标志物及癌症恶病质等热点课题进行了研究。并在国际和国内核心期刊、知名刊物上发表了四十余篇论文。
进入九十年代后，全心全力推动中国癌痛控制与姑息治疗事业，并制定了全国性的用药准则。成功使中国晚期癌症病人的吗啡用量有了数倍的提高，极大提高了病人的生存质量和疗效。

## 著作
- 《肿瘤学》
- 《癌症康复》
- 《临床肿瘤学》
- 《膀胱镜检查学》
- 《肿瘤学新理论和新技术》
- 《肿瘤化学预防和药物治疗》
- 《癌症疼痛控制与姑息治疗》
- 《癌症三阶梯止痛指导原则》

## 家庭
- 父亲为山东著名实业家，燕京大学毕业生。
- 妻子，凌佩芬。
- 有两儿两女